# Житићи
Житићи (рус. Житичи, пољ. Żytyce) су били средњовековно западнословенско племе, које је насељавало долину реке Солаве, притоке Лабе. Заједно са Худићима, Нелетићима, Коледићима, Жирмунтима, Далеминцима, Лужичанима, Милчанима и Нишанима било су део племенског савеза Лужичких Срба, једног од три велика племенска савеза Полапских Словена.
Почетком 10. века Житићи су заједно са осталим племенима Лужичких Срба пали под немачку власт.